# در دست دانته (فیلم)
در دست دانته (به انگلیسی: In the Hand of Dante) یک فیلم درام آمریکایی-ایتالیایی به نویسندگی و کارگردانی جولیان اشنابل است. این فیلم بر اساس رمانی به همین نام اثر نیک توشس ساخته شده‌است. در این فیلم اسکار آیزاک، جیسون موموآ و جرارد باتلر به ایفای نقش پرداخته‌اند. مارتین اسکورسیزی به عنوان تهیه‌کننده اجرایی فعالیت می‌کند.

## بازیگران
- اسکار آیزاک در نقش نیک توشس / دانته آلیگیری
- جیسون موموآ
- جرارد باتلر
- گل گدوت
- سابرینا ایمپاچاتوره
- لولیتا شاما
- فرانکو نرو
- فورتوناتو چرلینو

## تولید
در دسامبر ۲۰۰۸ اعلام شد که اینفینیتم نیهیل، شرکت فیلمسازی جانی دپ، حقوق فیلم برای رمان در دست دانته اثر نیک توشس را به دست آورده‌است، و دپ به بازیگری و تهیه کنندگی آن امیدوار است. در جولای ۲۰۱۱، اعلام شد که جولیان اشنابل کارگردانی این فیلم را بر عهده خواهد داشت. اسکار آیزاک در سپتامبر ۲۰۲۳ به جای دپ به بازیگران فیلم پیوست.
در اکتبر ۲۰۲۳ اعلام شد که جیسون موموآ، جرارد باتلر و گل گدوت به بازیگران این فیلم ملحق شده‌اند و مارتین اسکورسیزی به عنوان تهیه‌کننده اجرایی این فیلم فعالیت می‌کند.
تصویربرداری اصلی در همان ماه در ایتالیا آغاز شد و پروژه یک توافق سگ-افترا را تضمین کرد.